# Johannes Rossouw
Johannes Hermanus "Johan" Rossouw, född 2 december 1964, är före detta brottare som tävlade först för Sydafrika och sedan för Storbritannien. Rossouw representerade i Sydafrika klubben Victoria Wrestling Club i Pretoria. Rossouw tävlade i fristil och vann afrikanska mästerskapen 1992 och tog silvermedaljen 1994. Han representerade Sydafrika vid sommar-OS i Barcelona 1992 (elfte plats) och VM i Istanbul 1994 (elfte plats). Han representerade Storbritannien vid VM i Sofia 2001 (åttonde plats), VM i New York 2003 (femtonde plats) och EM 2002 (femte plats). Han deltog också i kvaltävlingen i Sofia inför OS i Aten 2004, men kvalificerade sig inte. Tävlande för England kom Rossouw på femte plats vid Samväldesspelen i Manchester 2002.